# Simfonija št. 35 (Mozart)
Wolfgang Amadeus Mozart: Simfonija št. 35, »Haffnerjeva« v D duru, KV. 385 (1782)
Okvirni čas trajanja: 18 minut
Sredi julija 1782 je Leopold Mozart iz Salzburga pisal sinu na Dunaj in ga prosil, naj mu pošlje skladbo, ki naj bi jo izvedli ob slovesnem sprejemu Wolfgangovega mladostnega prijatelja Sigmunda Haffnerja v plemiški stan. Točnega datuma te slovesnosti ne poznamo, vendar je bila skladba po vsej verjetnosti izvedena v avgustu 1782. Kasneje je Mozart partituro predelal v klasično simfonijo: izločil je repeticije, črtal koračnico in dodal v zasedbo flavte in klarinete, da bi okrepil tutti glasove.
Tako dopolnjeno simfonijo je predstavil na svojem avtorskem večeru (ki so mu tedaj rekli »akademija«) v dunajskem dvornem gledališču 23. marca 1783. Uspeh je bil velik in opazila ga je vsa glasbena Evropa. Hamburški »Magazin der musik« je poročal:
»Dunaj, 22. marec, 1783 ... Danes je slavni vitez Mozart priredil glasbeno akademijo v dvornem gledališču, na kateri so bile izvedene njegove najbolj priljubljene skladbe. Njegova akademija je imela velik uspeh in tudi oba nova koncerta ter fantaziji, ki jih je g. Mozart igral na klavir, so bili sprejeti z najglasnejšim odobravanjem. Naš monarh je proti svoji navadi počastil s svojo prisotnostjo celotno akademijo in publika se je z njim strinjala v ploskanju, ki je bilo do sedaj brez primere. Dohodek od akademije cenijo na 1600 goldinarjev.«
Mozart je po koncertu ves ponosen pisal očetu:
»Gledališče ne bi moglo biti bolj polno in tudi vse lože so bile zasedene, najbolj pa mi je bilo ljubo, da je bil tam tudi njegovo veličanstvo cesar, pa kako zadovoljen je bil in kako glasno mi je ploskal. Cesar navadno pošlje denar na blagajno vnaprej; če ne bi bilo tako, bi si tokrat lahko več izgovoril. Bil je namreč brezmejno zadovoljen; - poslal je 25 dukatov.«

## Stavki
1. Allegro con spirito
2. Andante
3. Menuetto
4. Finale (Presto)